# Football Club Sapins
Il Football Club Sapins è una società calcistica con sede a Libreville, in Gabon.
Fondato nel 2010 il club milita nella massima serie del campionato gabonese di calcio.
Il club disputa le gare interne allo stadio Stade Augustin Monédan de Sibang
Libreville, con una capacità di circa 7000 spettatori.

## Palmarès

### Altri piazzamenti
- Coupe du Gabon Interclubs:

Finalista: 2016

## Rosa
| N. |                    | Ruolo | Calciatore                |
| -- | ------------------ | ----- | ------------------------- |
|    | Gabon (bandiera)   | P     | Kwekeu Eric               |
|    | Senegal (bandiera) | D     | Mor Soumarè               |
|    | Gabon (bandiera)   | D     | Jean-René Nze Mba         |
|    | Gabon (bandiera)   | D     | Yann José Gnassa Mangonda |
|    | Gabon (bandiera)   | C     | Catilina Aubameyang       |
|    | Gabon (bandiera)   | A     | Willy Aubameyang          |
|    | Gabon (bandiera)   | A     | Daniel Cousin             |